# 狗牙嶺
狗牙嶺（英語：Kau Nga Ling）是香港的一個山峰，高539米，為大嶼山鳳凰山南面的支脈，位於鳳凰山山頂以南，石壁水塘以東。狗牙嶺因地形一高一低，山嶺又尖又窄，狀似狗隻的牙齒而得名。

## 地理
狗牙嶺共有三條山脊，分別稱為西狗牙、中狗牙和東狗牙。山嶺的最高點（539米）在中狗牙。狗牙嶺最險要之處在中西狗牙交匯之處。該處山脊的闊度只足夠讓一個人走過，遠足人士稱之為『一線生機』。

## 行山安全
狗牙嶺是高難度山徑，為喜歡挑戰難度的行山人士之選。因為風化關係，山徑某些路段滿佈碎石，極為崎嶇。那些山脊線上的天然山徑非漁農自然護理署所維護的行山徑，所以登山人士需加倍小心。
狗牙嶺沿途沒有任何補給地點或快速撤退方法，在夏季時緊記預備足夠食水和食糧。大雨前後或雷暴警告生效時避免前往，以策安全。
如要安全的觀賞狗牙嶺，遊人應沿鳳凰徑第三段上鳳凰山觀看。

#### 行山意外
2017年11月，一名行山人士行至狗牙嶺險要地點『一線生機』時，失足跌落30米深斜坡傷重而亡。

## 外部鏈接
维基共享资源上的相關多媒體資源：狗牙嶺